# Dollon
Dollon est une commune française, située dans le département de la Sarthe en région Pays de la Loire, peuplée de 1 433 habitants.
La commune fait partie de la province historique du Maine, et se situe dans le Haut-Maine.

## Géographie
Le sous-sol de Dollon est constitué par les formations des sables du Mans et des sables du Perche, datées du Cénomanien moyen à supérieur. Le sommet des sables du Mans est caractérisé par une discontinuité sédimentaire, le hardground « Dollon ». La base des sables du Perche est constituée par la lumachelle de Dollon (Juignet 1974).
| Duneau                     | Le Luart                                | Lavaré                       |
| Thorigné-sur-Dué           | Coudrecieux                             | Semur-en-Vallon              |
| Saint-Michel-de-Chavaignes | Saint-Michel-de-Chavaignes, Coudrecieux | Semur-en-Vallon, Coudrecieux |

### Climat
Pour des articles plus généraux, voir Climat des Pays de la Loire et Climat de la Sarthe.
En 2010, le climat de la commune est de type climat océanique dégradé des plaines du Centre et du Nord, selon une étude du CNRS s'appuyant sur une série de données couvrant la période 1971-2000. En 2020, Météo-France publie une typologie des climats de la France métropolitaine dans laquelle la commune est exposée à un climat océanique altéré et est dans la région climatique  Moyenne vallée de la Loire, caractérisée par une bonne insolation (1 850 h/an) et un été peu pluvieux. 
Pour la période 1971-2000, la température annuelle moyenne est de 10,4 °C, avec une amplitude thermique annuelle de 14,8 °C. Le cumul annuel moyen de précipitations est de 723 mm, avec 11,5 jours de précipitations en janvier et 7,5 jours en juillet. Pour la période 1991-2020, la température moyenne annuelle observée sur la station météorologique de Météo-France la plus proche, sur la commune du Luart à 3 km à vol d'oiseau, est de 12,0 °C et le cumul annuel moyen de précipitations est de 686,4 mm,. Pour l'avenir, les paramètres climatiques de la commune estimés pour 2050 selon différents scénarios d'émission de gaz à effet de serre sont consultables sur un site dédié publié par Météo-France en novembre 2022.

## Urbanisme

### Typologie
Au 1er janvier 2024, Dollon est catégorisée bourg rural, selon la nouvelle grille communale de densité à sept niveaux définie par l'Insee en 2022.
Elle est située hors unité urbaine. Par ailleurs la commune fait partie de l'aire d'attraction de La Ferté-Bernard, dont elle est une commune de la couronne,. Cette aire, qui regroupe 37 communes, est catégorisée dans les aires de moins de 50 000 habitants,.

### Occupation des sols
L'occupation des sols de la commune, telle qu'elle ressort de la base de données européenne d’occupation biophysique des sols Corine Land Cover (CLC), est marquée par l'importance des territoires agricoles (71,2 % en 2018), une proportion sensiblement équivalente à celle de 1990 (71,8 %). La répartition détaillée en 2018 est la suivante : 
terres arables (39,6 %), prairies (26,7 %), forêts (24,8 %), zones agricoles hétérogènes (4,9 %), zones urbanisées (4 %). L'évolution de l’occupation des sols de la commune et de ses infrastructures peut être observée sur les différentes représentations cartographiques du territoire : la carte de Cassini (XVIIIe siècle), la carte d'état-major (1820-1866) et les cartes ou photos aériennes de l'IGN pour la période actuelle (1950 à aujourd'hui).

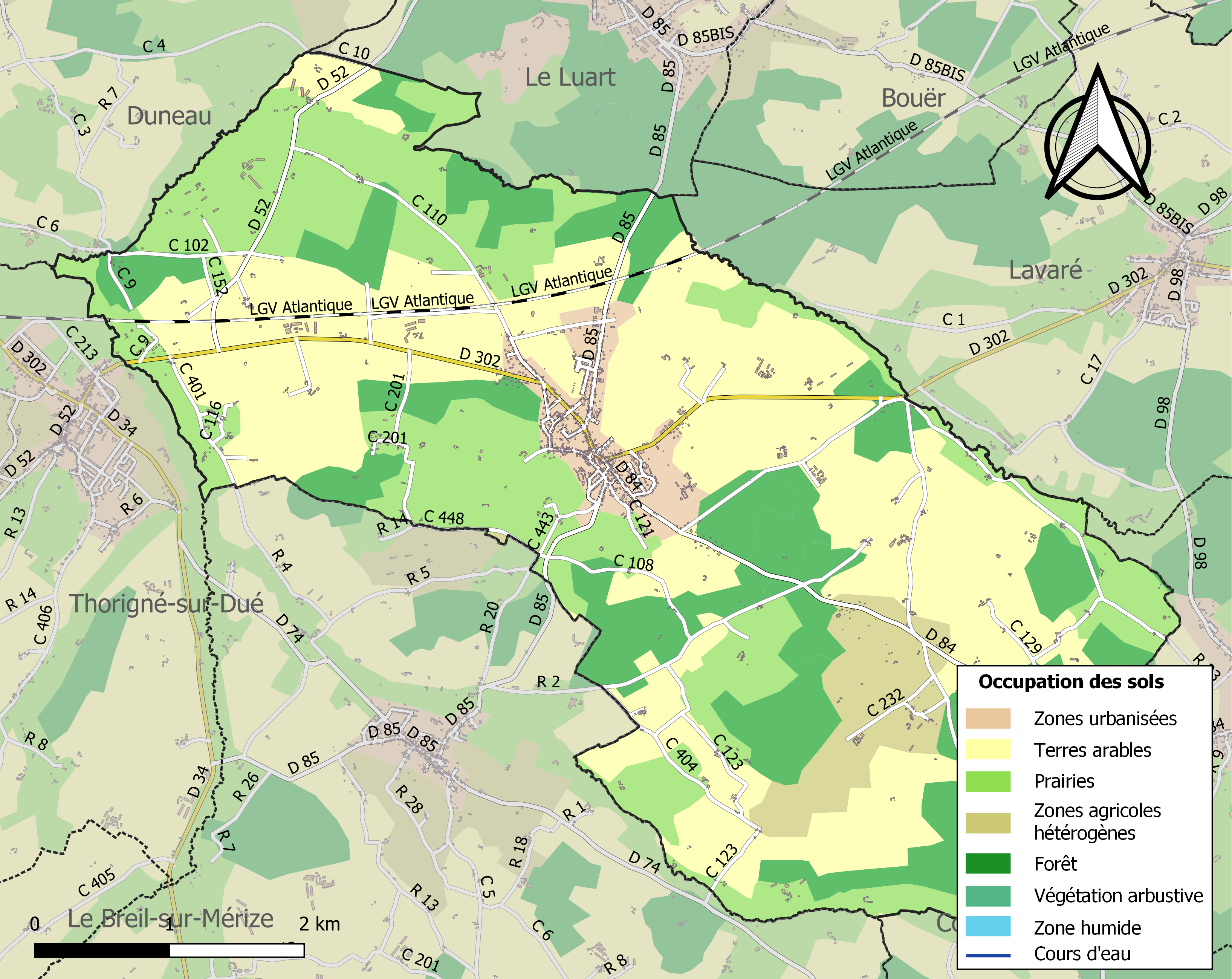
Carte des infrastructures et de l'occupation des sols de la commune en 2018 (CLC).

## Toponymie
Le toponyme est attesté sous la forme Dolon en 1245. Il serait issu de l'anthroponyme Dolo ou Dolon, germanique selon Ernest Nègre, latin ou germanique selon Albert Dauzat et Charles Rostaing.
Le gentilé est Dollonais.

## Politique et administration
| Période                                  | Période  | Identité                    | Étiquette | Qualité                              |
| ---------------------------------------- | -------- | --------------------------- | --------- | ------------------------------------ |
| 1830                                     | 1856     | Alexandre de la Goupillière |           | Député                               |
|                                          |          |                             |           |                                      |
| 1983                                     | 2014     | Roland Pitard               | SE        | Entrepreneur de maçonnerie           |
| 2014                                     | mai 2020 | Marc Fouquet                | SE        | Retraité                             |
| mai 2020                                 | En cours | Xavier Jamois               | SE        | Retraité de la gendarmerie nationale |
| Les données manquantes sont à compléter. |          |                             |           |                                      |

Le conseil municipal est composé de quinze membres dont le maire et quatre adjoints.

## Démographie
L'évolution du nombre d'habitants est connue à travers les recensements de la population effectués dans la commune depuis 1793. Pour les communes de moins de 10 000 habitants, une enquête de recensement portant sur toute la population est réalisée tous les cinq ans, les populations de référence des années intermédiaires étant quant à elles estimées par interpolation ou extrapolation. Pour la commune, le premier recensement exhaustif entrant dans le cadre du nouveau dispositif a été réalisé en 2005.
En 2022, la commune comptait 1 433 habitants, en évolution de −3,37 % par rapport à 2016 (Sarthe : −0,25 %, France hors Mayotte : +2,11 %).
Dollon a compté jusqu'à 2 191 habitants en 1861.
| 1793  | 1800  | 1806  | 1821  | 1831  | 1836  | 1841  | 1846  | 1851  |
| ----- | ----- | ----- | ----- | ----- | ----- | ----- | ----- | ----- |
| 1 194 | 1 345 | 1 310 | 1 426 | 1 723 | 1 825 | 1 888 | 2 007 | 2 114 |

| 1856  | 1861  | 1866  | 1872  | 1876  | 1881  | 1886  | 1891  | 1896  |
| ----- | ----- | ----- | ----- | ----- | ----- | ----- | ----- | ----- |
| 2 092 | 2 191 | 2 142 | 2 136 | 2 075 | 2 011 | 1 933 | 1 876 | 1 933 |

| 1901  | 1906  | 1911  | 1921  | 1926  | 1931  | 1936  | 1946  | 1954  |
| ----- | ----- | ----- | ----- | ----- | ----- | ----- | ----- | ----- |
| 1 891 | 1 872 | 1 757 | 1 714 | 1 521 | 1 452 | 1 400 | 1 387 | 1 394 |

| 1962  | 1968  | 1975  | 1982  | 1990  | 1999  | 2005  | 2006  | 2010  |
| ----- | ----- | ----- | ----- | ----- | ----- | ----- | ----- | ----- |
| 1 286 | 1 244 | 1 125 | 1 109 | 1 200 | 1 234 | 1 335 | 1 365 | 1 482 |

| 2015  | 2020  | 2022  | - | - | - | - | - | - |
| ----- | ----- | ----- | - | - | - | - | - | - |
| 1 476 | 1 446 | 1 433 | - | - | - | - | - | - |

## Économie
Dollon se trouve en zone de revitalisation rurale.

## Culture locale et patrimoine

### Lieux et monuments
- Église Saint-Médard.

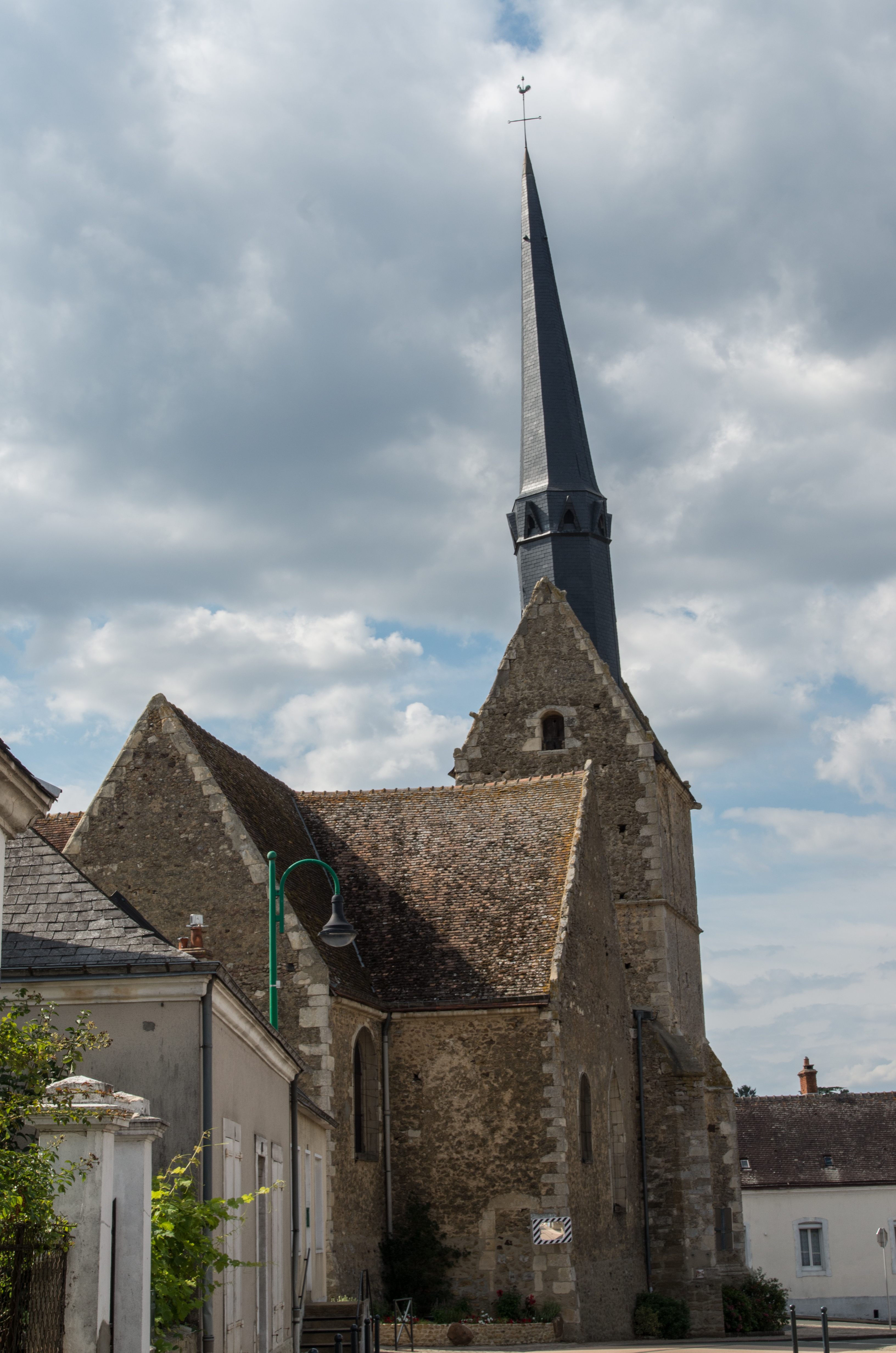
Vue latérale de l'église.
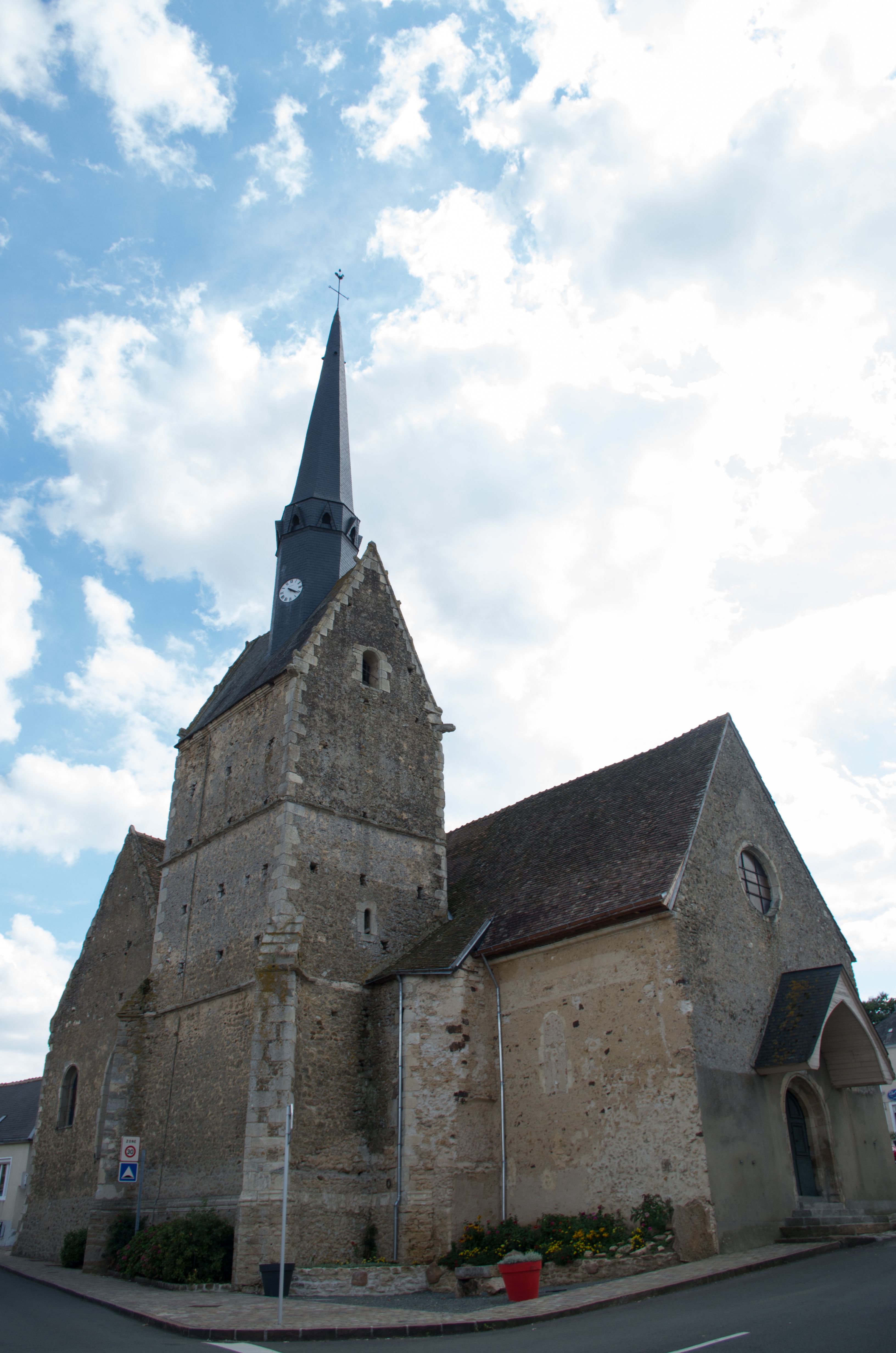
Façade rue de l'Église.

- Chapelle Sainte-Bonne.
- Château de Dollon.
- Château de la Testière.
- Château du Gué Long.

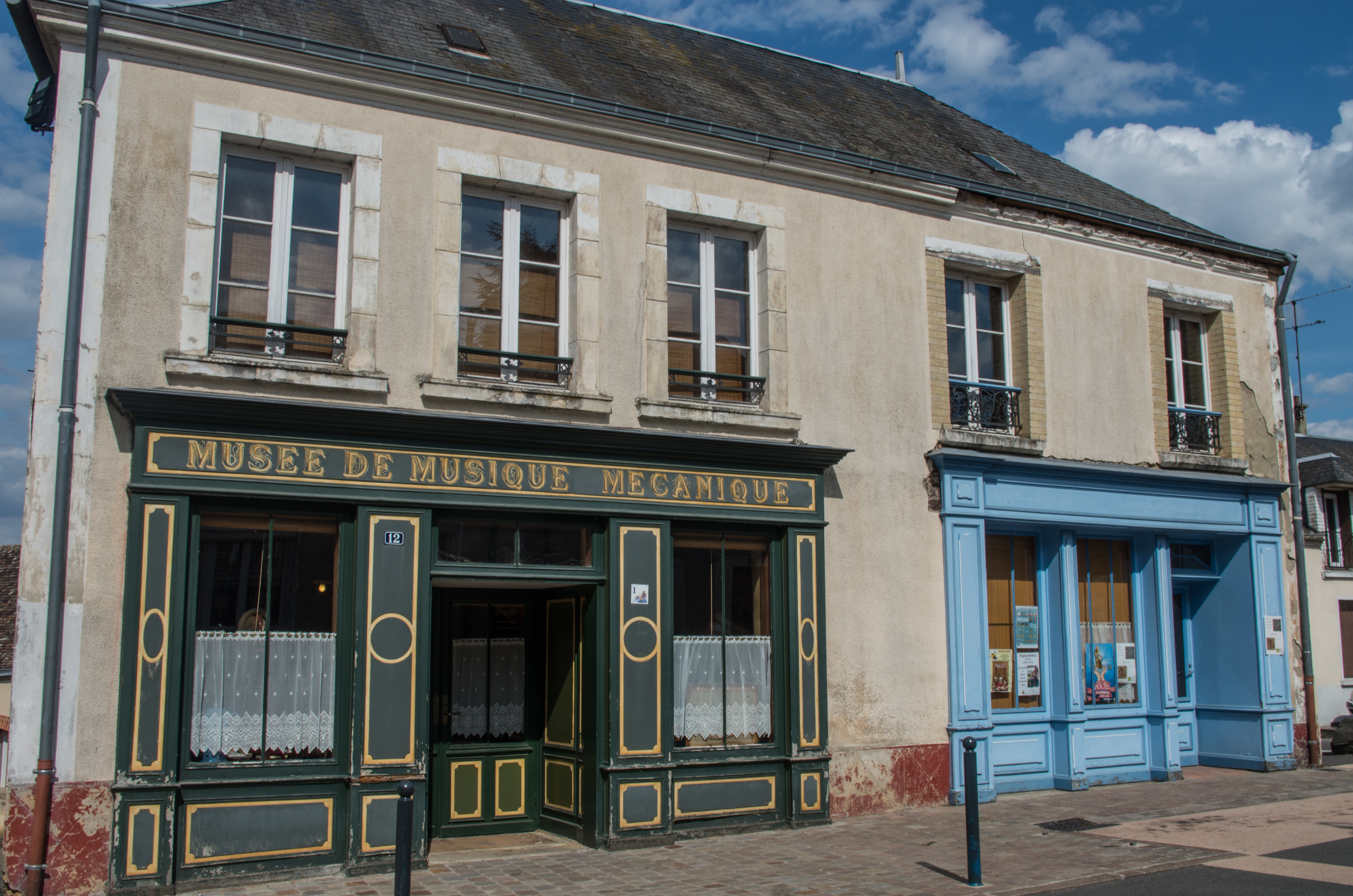
Le musée de musique mécanique de Dollon.

- Le musée de musique mécanique, créé par un passionné, abrite quelque 200 pièces des années 1800 à 1960 dans un cadre intimiste.

### Héraldique
| Armes de Dollon | Les armoiries de Dollon se blasonnent ainsi : D'argent à trois renards de gueules passant l'un au-dessus de l'autre. |

## Activité, labels et manifestations

### Label
La commune est un village fleuri (deux fleurs) au concours des villes et villages fleuris.

### Associations
- Le Ciné du musée propose chaque mois la projection d'un film « coup de cœur » au musée.
- Art et Fraternité propose deux fois par mois un spectacle ou concert au musée.

### Sport
- Le club Dollon omnisports fait évoluer trois équipes de football en divisions de district[24].

### Jumelages
- Dollon est jumelée avec la commune de Wagenfeld située en Allemagne[réf. nécessaire].

## Personnalités liées à la commune
- René François Jacques Barré (1750 à Dollon - 1836), homme politique.
- Alexandre de La Goupillière (1778-1856), marquis de Dollon, maire de Dollon.
- Le groupe Tue-Loup est originaire et basé à Dollon.